# Associazione Calcio Pordenone 1963-1964
Questa voce raccoglie le informazioni riguardanti l'Associazione Calcio Pordenone nelle competizioni ufficiali della stagione 1963-1964.

## Rosa
| N. |                   | Ruolo | Calciatore              |
| -- | ----------------- | ----- | ----------------------- |
|    | Italia (bandiera) |       | Artico                  |
|    | Italia (bandiera) | P     | Giandomenico Baldisseri |
|    | Italia (bandiera) |       | Baradel                 |
|    | Italia (bandiera) | C     | Elio Bernardis          |
|    | Italia (bandiera) | C     | Fabrizio Betti          |
|    | Italia (bandiera) | C     | Roberto Bonizzoni       |
|    | Italia (bandiera) | A     | Gianni Brollo           |
|    | Italia (bandiera) | P     | Lauro Canese            |
|    | Italia (bandiera) | D     | Michele Colusso         |
|    | Italia (bandiera) |       | Damiani                 |
|    | Italia (bandiera) | C     | Guido Del Grosso        |

| N. |                   | Ruolo | Calciatore                        |
| -- | ----------------- | ----- | --------------------------------- |
|    | Italia (bandiera) | C     | Manlio Della Pietra               |
|    | Italia (bandiera) | A     | Vincenzo Donatelli                |
|    | Italia (bandiera) | D     | Severino Iosio                    |
|    | Italia (bandiera) | D     | Antonio Magnetto                  |
|    | Italia (bandiera) | D     | Riccardo Piva                     |
|    | Italia (bandiera) | D     | Radames Pizzolito                 |
|    | Italia (bandiera) | A     | Gianni Renzulli                   |
|    | Italia (bandiera) | D     | Pierluigi Repetto                 |
|    | Italia (bandiera) | C     | Silvano Russo                     |
|    | Italia (bandiera) | A     | Nedo Andre Tedeschi Santo candido |